# Eriopterodes celestis
Eriopterodes celestis är en tvåvingeart. Eriopterodes celestis ingår i släktet Eriopterodes och familjen småharkrankar.

## Underarter
Arten delas in i följande underarter:
- E. c. celestis
- E. c. dominicanus